# Xian de Ninghe
Le district de Ninghe (宁河县 ; pinyin : Nínghé Xiàn) est une subdivision de la municipalité de Tianjin en Chine.

## Démographie
La population du district était de 357 956 habitants en 1999.